# 小川明雄
小川 明雄（おがわ あきお 1938年 -2020）は、日本のジャーナリスト。
1961年東京学芸大学卒。同年AP通信に入社。その後、朝日新聞社に移り、アジア総局、アメリカ総局勤務、外報部次長、論説委員、国際編集部編集員を経て1998年に退職し、フリーのジャーナリストとなっている。2007年には都民のハートに火をつける会の呼びかけ人を行った。別名義として御堂地章の筆名で小説も執筆している。

## 著書
- 都市計画―利権の構図を超えて (岩波新書) 1993年
- 議会―官僚支配を超えて (岩波新書 新赤版 (369)) 1995年
- 公共事業をどうするか (岩波新書) 1997年
- 市民版 行政改革―日本型システムを変える (岩波新書) 1999年
- 公共事業は止まるか (岩波新書) 2001年
- 日本崩壊(早川書房) 2001年…御堂地章名義
- 「都市再生」を問う―建築無制限時代の到来 (岩波新書) 2003年
- 建築紛争―行政・司法の崩壊現場 (岩波新書) 2006年
- 道路をどうするか (岩波新書) 2008年